# Mónica Astorga Cremona
La hermana Mónica Astorga Cremona O.C.D., nacida Astorga Cremona (Buenos Aires, 1967) es una monja católica argentina y defensora de las personas transgénero o transexuales. Es madre superiora del Monasterio de Santa Cruz y San José de Neuquén, monasterio de clausura dirigido por la Orden de las Carmelitas Descalzas en Neuquén. Cremona es la fundadora del Complejo Sostenible Costa Limay para Mujeres Transgénero, una comunidad de viviendas asequibles. También dirige programas para ayudar a las mujeres transgénero a encontrar empleo. Cremona ha recibido el reconocimiento del Papa Francisco por su labor de defensa y ha sido conocida como la "Monja de las Trans".

## Biografía
Cremona nació en 1967 en Buenos Aires. Ingresó en la Orden de los Hermanos Descalzos de la Santísima Virgen María del Monte Carmelo a los 20 años y es la madre superiora de su comunidad de clausura en el Monasterio de Santa Cruz y San José de Neuquén. Tras ingresar en la orden, comenzó a trabajar con jóvenes drogadictos y alcohólicos y a atender a los encarcelados de la región.
Desde 2006, Cremona trabaja activamente con miembros de la comunidad transgénero en Neuquén. Puso en marcha programas para animar a las mujeres trans que luchan contra la adicción a superarla y ha ayudado a algunas que trabajaban como prostitutas a abandonar el comercio sexual y encontrar otro empleo, enseñándoles otros oficios.  Recibió el apoyo de los obispos Marcelo Angiolo Melani y Virginio Domingo Bressanelli por su labor.
En 2020, Cremona fundó el Complejo Sostenible para Mujeres Transgénero Costa Limay, un proyecto de vivienda asequible para mujeres transexuales empobrecidas. Costa Limay es la primera residencia permanente en el mundo dedicada a personas transgénero. El complejo, un edificio de dos plantas con doce departamentos tipo estudio, fue inaugurado formalmente el 10 de agosto de 2020 en un acto al que asistieron el gobernador Omar Gutiérrez y el alcalde Mariano Gaido. Se construyó en un terreno del barrio Confluencia que fue donado al monasterio de Cremona por el distrito local y el proyecto fue financiado por el gobierno provincial local, habiendo sido construido por el Instituto Provincial de Vivienda y Urbanismo  costando alrededor de 27,6 millones de pesos (unos 300.000 dólares). El conjunto incluye un gran parque utilizado como huerta y espacio recreativo. El programa de vivienda permite a las mujeres vivir en el complejo de por vida sin tener que pagar alquiler.
Cremona escribió al Papa Francisco, de quien fue amiga durante su mandato como Arzobispo de Buenos Aires, para informarle de la inauguración del nuevo complejo de viviendas, a lo que el Papa respondió: "Dios, que no fue a el seminario ni estudió teología, te lo retribuirá abundantemente" y dijo: "Que Jesús te bendiga y la Virgen Santísima te guíe". El Papa también le dijo a Cremona que reza por ella y por las mujeres transgénero a las que asiste, y le pidió que "no se olvide de rezar por mí". Cremona ha sido conocida como "la monja de las trans" debido a su trabajo dentro de la comunidad.
En julio de 2022, al ser entrevistada por el sacerdote jesuita Padre James J. Martin para Outreach, Cremona afirmó que:

Las personas transgénero existían antes que cualquier ideología. Si es difícil juzgar las experiencias fundacionales [de las personas trans]. Sí, puedo decir desde mi experiencia que lo mejor es conocer sus vidas, sus sufrimientos y sus alegrías. Mi invitación es a amar como Jesús, no a juzgar.